# Natrojarosite
La natrojarosite è un minerale appartenente al gruppo dell'alunite descritto in base ad un campione raccolto da H. W. Turner sulla strada fra Sodaville e la miniera di rame Vulcan nella Soda Springs Valley, Nevada, Stati Uniti d'America.
Il minerale è l'analogo della jarosite contenente sodio al posto del potassio ed il nome è stato attribuito in base a questo, forma una serie con questa ma solo ad alta temperatura ed è molto più rara.
La carphosiderite, dopo ulteriori studi, è stato dimostrato che è analoga alla natrojarosite.

## Morfologia
La natrojarosite è stata scoperta sotto forma di una polvere luccicante formata da perfetti cristalli romboedrici di dimensione dell'ordine del decimo di millimetro.

## Origine e giacitura
L'origine della natrojarosite è idrotermale o in base ad un processo supergenico. La relativa rarità di questa rispetto alla jarosite indica che probabilmente si forma in condizioni tali che portano all'eliminazione dello ione K+ dalla soluzione di solfato.